# RIMM
RIMM, acrònim de Rambus In - line Memory Module (mòdul de memòria en línia Rambus), designa els mòduls de memòria RAM que utilitzen una tecnologia anomenada RDRAM, desenvolupada per Rambus Inc. a mitjans dels anys 1990 amb la finalitat d'introduir un mòdul de memòria amb nivells de rendiment molt superiors als mòduls de memòria SDRAM de 100 MHz i 133 MHz disponibles en aquells anys.
Els mòduls RIMM RDRAM compten amb 184 pins i causa de les seves altes freqüències de treball requereixen difusors de calor consistents en una placa metàl·lica que recobreix els xips del mòdul. Es basen en un bus de dades de 16 bits i estan disponibles a velocitats de 300 MHz (PC-600), 356 MHz (PC-700), 400 MHz (PC-800) i 533 MHz (PC-1066) que per la seva pobra bus de 16 bits tenia un rendiment 4 vegades menor que la DDR. La RIMMER de 533MHz té un rendiment similar al d'un mòdul DDR133, tot i que els seus latències són 10 vegades pitjors que la DDR.
Inicialment els mòduls RIMM van ser introduïts per al seu ús en servidors basats en Intel Pentium 4. Rambus no manufactura mòduls RIMM sinó que té un sistema de llicències perquè aquests siguin manufacturats per tercers sent Samsung el principal fabricant d'aquests. Tot i tenir la tecnologia RDRAM nivells de rendiment molt superiors a la tecnologia SDRAM i les primeres generacions de DDR RAM, a causa de l'alt cost d'aquesta tecnologia no va tenir gran acceptació en el mercat de PC. El seu moment àlgid va tenir lloc durant el període d'introducció del Pentium 4 per al qual es van dissenyar les primeres plaques base, però Intel davant la necessitat de llançar equips més econòmics decidir llançar plaques base amb suport per SDRAM i més endavant per DDR RAM desplaçant aquesta última tecnologia als mòduls RIMM del mercat que ja no oferien cap avantatge.